# Сена (династия)
Династия Сена (бенг. সেন) — индуистская династия, правившая Бенгалией в XI—XII веках. В период своего наивысшего могущества империя Сена занимала бо́льшую часть северо-восточного региона Индийского субконтинента. Сены были брахма-кшатриями (изначально Сены были брахманами и позднее стали кшатриями).
Основателем династии Сена был Хеманта Сена, происходивший из династии Пала. В 1095 году он захватил власть и объявил себя царём. Его преемник Виджая Сена правил государством в течение 60 лет, с 1096 по 1159 год. Баллала Сена вступил в войну с империей Пала, завоевал регион Гаура и стал правителем Бенгалии и Дели, избрав своей столицей город Навадвип. Пришедший ему на смену в 1179 году Лакшмана Сена правил Бенгалией в течение 27 лет. Период его правления ознаменовался дальнейшей территориальной экспансией. К империи Сена были присоединены Ассам, Орисса, Бихар и Варанаси. В 1203—1204 годы тюркский полководец Бахтияр Халджи напал на Навадвип и одержал победу над войском Лакшмана Сены. Однако, завоевать Бенгалию ему не удалось. Лакшмана Сена стал последним правителем единой Бенгалии. После него Восточной Бенгалией правила династия Дева, ставшая последней независимой индуистской династией в истории Бенгалии. В период правления династии Сена буддизм в Бенгалии пришёл в упадок и наступил расцвет индуистского искусства и литературы.

## Правители династии Сена
- Хеманта Сена (1070—1096)
- Виджая Сена (1096—1159)
- Баллала Сена (1159—1179)
- Лакшмана Сена (1179—1206)
- Вишварупа Сена (1206—1225)
- Кешава Сена (1225—1230)